# Daringklasse (1949)
De Daring-klasse torpedobootjagers was een serie van acht schepen gebouwd voor de Britse marine, die op stapel gezet zijn tijdens en na de Tweede Wereldoorlog.
De Darings waren een verdere ontwikkeling van de succesvolle Battle-klasse, maar kwamen niet meer op tijd gereed om deel te nemen aan de strijd. Zoals aan veel Britse schepen werd na de oorlog ook aan deze schepen de bouw tijdelijk stopgezet.
Na hervatting van de bouw kwamen ze pas in de jaren vijftig van de 20e eeuw bij de Royal Navy in dienst. Twee schepen, Danae en Delight, waren eigenlijk onderdeel van de Battle-klasse, maar alleen de Delight (oorspronkelijk Ypres, daarna Disdain en vervolgens pas Delight) werd in dienst genomen. Behalve de Danae werden nog 8 andere jagers geannuleerd: Demon, Desire, Desperate, Doughty, Dragon, Druid, Dogstar en Disdain.
Drie schepen, Vampire, Vendetta en Voyager, werden gebouwd voor de Royal Australian Navy (RAN) en stonden daar bekend als de Voyager-klasse. Een vierde schip, de Duchess, werd naderhand nog geleend en later gekocht door de RAN.

## Ontwerp
De Darings waren de grootste jagers gebouwd tot die tijd voor de Royal Navy. Ze waren 3 meter langer (119:116 meter) en 400 ton zwaarder (3.820"3.430 ton) dan de schepen van de Battle-klasse.
De schepen voor de Royal Navy werden in twee groepen gebouwd, een met het traditionele gelijkstroomsysteem (Daring, Dainty, Defender en Delight) en de rest met een modern wisselstroomsysteem. Conform dit verschil werden de schepen ingedeeld bij resp. het tweede en het vijfde eskader torpedobootjagers.
Aanvankelijk zouden alle schepen gelast worden, maar Daring, Decoy en Diana waren zowel gelast als genageld.
Evenals de eerdere Weapon-klasse hadden ze de machinerie ingedeeld volgens het unit-principe, waarbij ketelruimtes en machinekamers elkaar afwisselden om een grotere overlevingskans te krijgen. De boilers opereerden onder een druk en bij een temperatuur die tot dan toe ongehoord waren binnen de Royal Navy. Dit leidde tot grote gewichtsreductie en beter rendement. Door de spreiding van de ketels stonden ook de schoorstenen ver uit elkaar, wat een vreemd gezicht gaf. De brug kreeg ook een geheel ander ontwerp, waarbij gebroken werd met een traditie die terugging tot de G en H-klasse van 1936. 9,5 mm bepantsering werd aangebracht op de koepels, de brug en de brandbeveiligingskabels.

## Bewapening
De Darings waren de laatste "conventionele", uitsluitend met kanonnen bewapende, jagers van de Royal Navy.
De hoofdbewapening bestond uit een krachtige batterij van 6 Vickers Mk. V kanonnen van 4,5 inch (114 mm) in 3 dubbeltorens. Het geschut werd geleid door een Mark VI vuurleidingssysteem met een Type 275 radar boven op de brug.
De luchtafweer bestond uit 6 Bofors kanonnen van 40 mm. Tegen onderzeeboten voerden de schepen een Squid dieptebommortier en 2 dieptebomrekken op het achterdek. Tien torpedobuizen completeerden de bewapening.

## Diensttijd
De schepen waren gedurende lange tijd in dienst bij de RN en RAN en ze dienden tijdens meerdere conflicten. HMS Delight en HMAS Duchess, Vampire en Vendetta namen deel aan de Indonesische Confrontatie en de Vendetta werd nog ingezet tijdens de Vietnamoorlog in 1970.
In volle vredestijd, in 1964, werd HMAS Voyager doormidden gevaren door het vliegdekschip HMAS Melbourne. 81 bemanningsleden kwamen hierbij om het leven.
De Darings kregen weinig modernisering gedurende hun tijd bij de Royal Navy en in de jaren 1970 waren ze allen uit dienst.
Darings in RAN dienst, behalve de Duchess, kregen dichte bruggen en het vuurleidingssysteem werd opgewaardeerd tot afstanden van 23 km. Ze werden door velen in de RAN beschouwd als beste schepen ooit gebouwd.
Twee schepen, Decoy en Diana, werden verkocht aan de Peruaanse Marine. In 1987 werd het laatste RAN schip, Vampire, uit dienst genomen en werd een museumschip.